# Ennis (Montana)
Ennis es un pueblo ubicado en el condado de Madison, Montana, Estados Unidos. Según el censo de 2020, tiene una población de 917 habitantes.

## Geografía
La localidad está ubicada en las coordenadas 45°20′46″N 111°43′53″O / 45.34611, -111.73139 (45.346119, -111.731302). Según la Oficina del Censo de los Estados Unidos, Ennis tiene una superficie de 1.91 km² de tierra y 0.003 km² de agua.

## Demografía
Según el censo de 2020, hay 917 personas residiendo en Ennis. La densidad de población es de 480,10 hab./km². El 90.40% de los habitantes son blancos, el 0.44% son afroamericanos, el 0.87% son amerindios, el 0.11% es asiático, el 0.87% son de otras razas y el 7.31% son de una mezcla de razas. Del total de la población, el 2.29% son hispanos o latinos de cualquier raza.

## Turismo
Ennis es un importante destino turístico. El pequeño pueblo alberga numerosos resorts y alojamientos, un club de golf y hasta un casino. Hay también una playa (Koyabashi Beach) sobre el lago Ennis y se puede practicar el senderismo y el camping. La localidad también se ve favorecida por su cercanía con el parque nacional de Yellowstone, distante a poco más de 100 km por carretera, y con el famoso resort de Big Sky.